# J-chkmail
j-chkmail est un logiciel de filtrage du courrier basé sur l'API milter (en) du serveur de messagerie électronique sendmail. j-chkmail est donc compatible avec tous les serveurs mails UNIX utilisant sendmail ou postfix. Il est notamment testé sous FreeBSD, Linux et SunOS (Oracle Solaris).
Ce logiciel a été renommé, en 2017, en ze-filter.
Il est distribué sous une licence libre (GPL). Il s'agit d'un produit de recherche de Mines ParisTech.
À l'origine, j-chkmail est conçu pour filtrer rapidement et efficacement de gros volumes de messages dans une communauté hétérogène, tel un campus. Mais il est en fait capable de s'adapter à différents usages.
Le logiciel est basé à la fois sur une analyse comportementale (liste grise, rythme de connexion, détection des comportements suspects) et sur une analyse du contenu (analyse statistique et filtrage bayésien, analyse de motifs, filtrage heuristique et filtrage d'URL). Il peut aussi déceler des virus, après une détection des pièces jointes suspectes basées sur leurs extensions ou sur des expressions régulières.
j-chkmail fournit aussi des outils en ligne de commande permettant de générer en temps réel des informations statistiques sur ses filtres. 